# Crkva sv. Roka u Kreševu
Crkva sv. Roka je rimokatolička crkva u Hrvatskoj, u Kreševu, u općini Šestanovac. Ova crkva posvećena je sv. Roku. Nalazi se na Kreševu Brdu. Crkva je u novije vrijeme dorađena. Ima novije groblje.

## Opis
Na raskrižju putova u blizini zaselaka Gornjih Biskupovićâ i Laušićâ nalazi se crkva sv. Roka oko koje se nalazi groblje. Sagrađena je krajem 18. st., točnije 1794. godine, kako stoji napisano bosančicom na nadvratniku glavnih ulaznih vrata. Crkva pravilne orijentacije, jednobrodna je građevina, pravokutnog tlocrta s pravokutnom apsidom, sa zvonikom na preslicu nad pročeljem sa stilskim odlikama kasnog baroka lokalnog značaja. Prema načinu gradnje, vidljivo je da je crkva u prošlosti nekoliko puta bila podizana i proširivana. Najraniju fazu gradnje prepoznajemo po upotrebi grubog i nepravilno klesanog kamena, koju možemo datirati u 18. st. Do zadnje dogradnje crkve došlo je 1991. godine, kad se crkva na pročelju produžuje s 9,5 m na ukupnu dužinu od 14,5 m, te se širi s 5,5 na 7 m. Pritom je zadržan izvorni nadvratnik ulaznih vrata na kojem vidljiv natpis uklesan na bosančici. Također je zadržana i izvorna rozeta sa šest krakova, te preslica, sada podignuta za jedan kat, pri čemu je zvonik dobio još dva zvona. Ukrašena je vegetabilnim motivima, cvjetovima i stiliziranim lišćem u plitkom reljefu. Bočni zidovi crkve raščlanjeni su s po pet manjih prozora oblika uspravnog pravokutnika. Na južnom zidu su bočna ulazna vrata. Dvostrešni krov crkve prekriven je kupom kanalicom.
Umjetničko-obrtnička drvorezbarska radionica Rako izradila je 1880. oltar sv. Roka za ovu crkvu.
U blizini su teracasti vinogradi omeđeni starim suhozidima. Iznad je lijep primjer domaće poljske kućice – bunje.

## Zaštita
Pod oznakom P-5307 zavedena je kao nepokretno kulturno dobro - pojedinačno, pravna statusa preventivno zaštićena kulturnog dobra, klasificirano kao sakralna graditeljska baština. Inventar iz crkve je također zaštićeno kulturno dobro.